# Капранов, Роман Сергеевич
Роман Сергеевич Капранов (род. 7 ноября 1983 года, Горьковская область, РСФСР, СССР) — российский спортсмен. Чемпион и рекордсмен летних Паралимпийских игр 2012 года в Лондоне в беге на 200 м.

## Биография
Закончил Нижегородский государственный университет имени Н. И. Лобачевского по специальности экономика и управление на предприятии (в машиностроении).
С 2005 года тренируется под руководством заслуженного тренера России Галины Николаевны Кошелевой. С 30 декабря 2010 года — мастер спорта России.

## Спортивные достижения
- 2012 год — чемпион летних Паралимпийских игр 2012 года в Лондоне в беге на 200 м  Золото
- 2011 год — чемпион мира  Золото
- 2011 год — двукратный бронзовый призёр Кубка мира  Бронза
- Многократный чемпион России  Золото

## Награды
- Орден Дружбы (10 сентября 2012 года) — за большой вклад в развитие физической культуры и спорта, высокие спортивные достижения на XIV Паралимпийских летних играх 2012 года в городе Лондоне (Великобритания)[3].
- Заслуженный мастер спорта России (5 сентября 2011 года)[4].